# Великі Гадомці
Великі Гадомці — село в Україні, у Семенівській сільській територіальній громаді Бердичівського району Житомирської області. Чисельність населення становить 303 особи (2001). У 1923—54 роках — адміністративний центр колишньої однойменної сільської ради.

## Населення
В середині 19 століття нараховувалося 354 мешканці, з них 348 православних та 6 католиків.
Станом на 1885 рік в селі мешкала 551 особа, налічувалося 66 дворових господарств.
Наприкінці 19 століття кількість населення становила 758 осіб, з них чоловіків — 376 та 382 жінки, дворів — 118, або 651 мешканець та 84 двори.
Відповідно до перепису населення СРСР 17 грудня 1926 року, чисельність населення становила 1 074 особи, з них 530 чоловіків та 544 жінки; етнічний склад: українців — 1 074. Кількість домогосподарств — 216, з них несільського типу — 6.
Відповідно до результатів перепису населення СРСР, кількість населення, станом на 12 січня 1989 року, становила 391 особу. Станом на 5 грудня 2001 року, відповідно до перепису населення України, кількість мешканців села становила 303 особи. 100 % населення вказало своєю рідною мовою українську мову.

## Історія
У середині 19 століття — село Бердичівського повіту, розміщувалося за 2 версти від Пузирків, при безіменному струмкові. Називалося великими на відміну від малих, що біля Закутинець. Землі — 921 десятин. Належало поміщикам С. Жизновському та Х. Карському порівну. В селі була дерев'яна церква, невідомого часу спорудження, древня. При церкві 36 десятин землі.
Станом на 1885 рік — колишнє власницьке сільце Пузирецької волості Бердичівського повіту Київської губернії. Були церковна парафія, школа.
Наприкінці 19 століття — власницьке село Пузирецької волості Бердичівського повіту Київської губернії, над притокою Закиянки, притоки Гуйви. Відстань до повітового центру, м. Бердичів, де розміщувалася також поштово-телеграфна станція — 13,5 верст, поштової земської станції у Білопіллі — 9 верст, до найближчої залізничної станції Глухівці — 2 версти. Основним заняттям мешканців було рільництво, крім того селяни підробляли у Бердичеві та на залізничних станціях. Землі — 762 десятини, з них поміщикам належало 360 десятин, селянам — 367 десятин, церкві — 35 десятин. Село належало Е. Х. Карському та спадкоємцям Ю. Карського (200 дес.), А. І. Краєвській (152 дес.) та М. С. Васневській (307 дес.), господарювали самі поміщики, застосовувалася трипільна сівозміна, як і у селян. В селі були православна церква, каплиця, церковно-парафіяльна школа, два вітряки з одним працівником кожна. Пожежна частина складається з 4 бочок та 6 багрів, утримувалася за громадський кошт.
У липні 1919 року у селі відбулося повстання місцевих мешканців проти реквізицій продовольства радянською владою. Виступ селян був придушений зброєю.
У 1923 році увійшло до складу новоствореної Великогадомецької сільської ради, яка, 7 березня 1923 року, включена до складу новоутвореного Білопільського району Бердичівської округи, адміністративний центр ради. 17 червня 1925 року, відповідно до постанови ВУЦВК та РНК УСРР «Про адміністраційно-територіяльне переконструювання Бердичівської й суміжних з нею округ Київщини, Волині й Поділля», село, в складі сільської ради, передане до Бердичівського району Бердичівської округи. Відстань до районного центру, м. Бердичів — 16 верст, до окружного центру в Бердичеві — 15 верст, до найближчої залізничної станції Глухівці — 1,5 версти. 15 вересня 1930 року, відповідно до постанови ВУЦВК та РНК УСРР «Про ліквідацію округ та перехід на двоступеневу систему управління», Бердичівський район ліквідовано, село, в складі сільської ради, включене до приміської смуги Бердичівської міської ради.
Під час організованого радянською владою Голодомору 1932—1933 років померло щонайменше 250 жителів села.
28 червня 1939 року, відповідно до указу Президії Верховної ради Української РСР, Великогадомецьку сільську раду включено до складу відновленого Бердичівського сільського району Житомирської області. 11 серпня 1954 року, відповідно до указу Президії Верховної ради Української РСР «Про укрупнення сільських рад по Житомирській області», Великогадомецьку сільську раду ліквідовано, село передане до складу Садківської сільської ради Бердичівського району.
12 червня 2020 року, відповідно до розпорядження Кабінету Міністрів України № 711-р від 12 червня 2020 року «Про визначення адміністративних центрів та затвердження територій територіальних громад Житомирської області», територію та населені пункти Садківської сільської ради включено до складу Семенівської сільської територіальної громади Бердичівського району Житомирської області.